# Seth Binzer
Seth Binzer, também conhecido como Shifty Shellshock ou simplesmente Shifty (23 de agosto de 1974 – 24 de junho de 2024), foi um cantor americano, sendo mais conhecido como um dos vocalistas da banda de rap rock Crazy Town.

## Carreira
Para além da banda Crazy Town, lançou, em 2004, um álbum a solo, Happy Love Sick, cujo primeiro single, "Slide Along Side" - produzido por Binzer e pelos The Neptunes - teve um sucesso moderado na Europa, tendo chegado ao nº 11 do top de singles italiano. Binzer integrou ainda uma segunda banda, Shifty and The Big Shots, e deu voz ao single "Starry Eyed Suprise", do produtor Paul Oakenfold, lançado em 2002 e que alcançou o n.º 6 do top britânico de singles.

## Discografia

### Álbuns
| Year | Album details |
| ---- | --- |
| 2004 | Happy Love Sick - Lançamento no Reino Unido: 13 de julho - Lançamento nos EUA: 6 de setembro - Gravadora: Maverick |

### Singles
| Ano  | Título                                                        | Posições máximas nas paradas | Posições máximas nas paradas | Posições máximas nas paradas | Posições máximas nas paradas | Posições máximas nas paradas | Posições máximas nas paradas | Posições máximas nas paradas | Posições máximas nas paradas | Posições máximas nas paradas | Posições máximas nas paradas | Posições máximas nas paradas | Álbum           |
| Ano  | Título                                                        | ITA                          | UK                           | SWE                          | SWI                          | FRA                          | AUS                          | NLD                          | GER                          | NZ                           | US                           | US Top 40                    | Álbum           |
| ---- | ------------------------------------------------------------- | ---------------------------- | ---------------------------- | ---------------------------- | ---------------------------- | ---------------------------- | ---------------------------- | ---------------------------- | ---------------------------- | ---------------------------- | ---------------------------- | ---------------------------- | --------------- |
| 2002 | "Starry Eyed Surprise" (Paul Oakenfold com Shifty Shellshock) | —                            | 6                            | —                            | —                            | —                            | 37                           | 41                           | —                            | 19                           | 41                           | 13                           | Happy Love Sick |
| 2004 | "Slide Along Side"                                            | 11                           | 29                           | 36                           | 42                           | 45                           | 48                           | 24                           | 63                           | —                            | —                            | 38                           | Happy Love Sick |
| 2004 | "Turning Me On"                                               | —                            | —                            | —                            | —                            | —                            | —                            | —                            | —                            | —                            | —                            | —                            | Happy Love Sick |

Como Shifty & The Big Shots
- 2010: "Save Me"
- 2010: "City of Angels"
- 2010: "Never Give Up"

Outros
- 2006: "Greatest Lovers" (Shellshock & Pony Boy)

## Vida pessoal
Binzer foi pai de três filhos, todos fruto de relações com mulheres diferentes.
Nos seus últimos anos de vida, chegou a ter uma relação com a atriz Soleil Moon Frye.

## Morte
Binzer morreu em sua residência no dia 23 de junho de 2024, aos 49 anos, na sequência de uma overdose acidental de drogas. Ele lutava contra a dependência química há vários anos.